# BSV Bergen
BSV Bergen is een voormalige voetbalclub uit Bergen, Noord-Holland. BSV Bergen had een veld- en een zaalvoetbalafdeling. De eerste veldvoetbalelftal van de club kwam in het laatste seizoen uit in de Vierde klasse zondag (seizoen 2015/16). Tot en met het seizoen 2014/15 kwam er ook een zaterdagelftal uit in de standaardamateurklasses. Dit team kwam in het seizoen 2014/15 uit in de Vierde klasse. De clubkleuren zijn blauw met zwart.

## Historie
Na de introductie en de toenemende populariteit van het voetbal in Nederland werd de sport ook in Bergen omarmd, zo rond 1915 . Een groep sportieve Bergenaren speelde voetbal op een open plek tussen de dennenbomen langs de spoorlijn naar Bergen aan Zee. Later verhuisden de voetballers van deze Berger Football Club naar een veldje tussen de Nassaulaan en de Jan Oldenburglaan. 
Op initiatief van Harry Duits wordt op 1 mei 1920, bij de lunchroom van Roos (waar nu de gelijknamige banketbakkerij huist) de Berger Sport Vereniging (B.S.V. in de volksmond)  opgericht. De naamswijziging duidt op een omnisportvereniging en dat klopt want de club bood ook de mogelijkheid tot atletiek en gymnastiek. Het benodigde speelveld vonden de oprichters aan de Kerkedijk, waar nu sportcentrum De Beeck huist. Omdat de kwaliteit van dat veld ondermaats was verhuisde  B.S.V. al snel naar de definitieve locatie aan de Oudtburgherweg. 
Het ging de club voor de wind tot 1922, tot een aantal katholieke leden zich afscheidden en voetbalvereniging Geel-Zwart oprichtten. De prestaties van het religieus neutrale B.S.V. gingen hard achteruit totdat Geel-Zwart vijf jaar later ter ziele ging en de katholieken weer terugkeerden. In 1932 werd er weer een nieuwe katholieke voetbalclub in Bergen opgericht, R.K.S.V. Berdos. Nu was de afscheiding definitief en volgde voor de Berger Sport Vereniging een moeilijke periode. Twee jaar later kende het dorp Bergen overigens nog enige tijd een derde club: C.V.V. was van protestants-christelijke origine. 
Na de oprichting van Berdos verkeerde B.S.V. andermaal een paar jaar in zwaar weer. De club werd, mede onder leiding van de door de gemeente aangestelde Edward Voûte, in 1935 gereorganiseerd. B.S.V. was definitief voor langere tijd levensvatbaar, al zou het eerste elftal in haar bestaan nooit tot de hogere regionen van het amateurvoetbal gaan behoren. Wel kwamen veel spelers, zoals Henk Vonk, Arie Boschman, Jaap van Exter en Mees Ravenhorst uit voor het Noordhollands elftal . 
In november 1980 kwamen doelman Kees Zandbergen en de veldspelers Winfried Zentveld en William Kramer dezelfde eer te beurt.

## Clublied
Bergen had in het verleden niet echt een clublied maar sinds The Scene, met de Bergense zanger Thé Lau, het nummer Blauw uit had gebracht werd dit nummer omgedoopt tot het clublied van BSV Bergen. Ter gelegenheid van het 90-jarig bestaan van de vereniging heeft de band AlleTijd het nummer Blauw herschreven. Dit nummer is op zaterdag 22 mei 2010 voor het eerst gespeeld en sindsdien het officiële nieuwe clublied van de vereniging.

## Rivalen
De eeuwige rivaal van BSV Bergen was dorpsgenoot VV Berdos. Bij wedstrijden tussen de beide partijen waren er altijd veel toeschouwers.

## Fusie
In 2010 werden besprekingen tussen de besturen van VV Berdos en Bergen gestart om in navolging van streekgenoot Duinrand S tot een fusie over te gaan. De leden werden daarover in 2011 geïnformeerd. De gemeente Bergen NH stond zeer positief tegenover het plan, mede omdat het complex aan de Oudtburgerweg zeer geschikt is voor woningbouw.
In december 2015 fuseerde de club uiteindelijk met VV Berdos en op het einde van het seizoen 2015/16 hielden BSV Bergen en VV Berdos op met bestaan.

## Eindstanden afgelopen jaren
Zondagafdeling
| Seizoen   | Klasse | Plaats | Punten | Trainer            |
| --------- | ------ | ------ | ------ | ------------------ |
| 2009-2010 | 5A     | 11     | 11     | Martin Rood        |
| 2008-2009 | 5A     | 7      | 34     | Martin Rood        |
| 2007-2008 | 4A     | 12     | 12     | Gerard van Stralen |
| 2006-2007 | 5A     | 5      | 40     | Han Visscher       |
| 2005-2006 | 5A     | 2      | 39     | Han Visscher       |
| 2004-2005 | 5A     | 8      | 28     | Han Visscher       |
| 2003-2004 | 5A     | 4      | 41     | Han Visscher       |
| 2002-2003 | 6A     | 1      | 63     | Han Visscher       |

## Competitieresultaten 1997–2015 (zaterdag)
| 10 6A |

|  |

|  |

|  |

|  |

|  |

|  |

|  |

|  |

|  |

|  |

|  |

|  |

|  |

|  |

| 10 5A |

| 9 5A |

| 10 4A |

| 13 4A |

| Vierde klasse | Vijfde klasse | Zesde klasse |

## Competitieresultaten 1938–2016 (zondag)
| 1 3C |

|  |

|  |

| 8 1A |

|  |

|  |

|  |

|  |

|  |

|  |

| 5 1A |

|  |

| 8 4B |

| 5 4B |

| 3 G |

| 7 4A |

| 5 4A |

| 7 4C |

|  |

|  |

| 10 4C |

|  |

|  |

| 6 4C |

| 3 4A |

| 9 4B |

| 10 4A |

| 12 4B |

|  |

|  |

| 11 1C |

|  |

|  |

|  |

|  |

|  |

|  |

|  |

|  |

|  |

|  |

| 3 2C |

| 3 2B |

|  |

| 2 1A |

|  |

| 7 |

| 9 |

| 9 |

| 7 |

|  |

|  |

|  |

|  |

|  |

|  |

|  |

|  |

|  |

|  |

| 12 4B |

|  |

|  |

|  |

|  |

|  |

|  |

|  |

|  |

| 3 |

|  |

| 5 6A |

|  |

|  |

| 12 6B |

| 6 7B |

| 2 6B |

| 1 6A |

| 4 5A |

| 8 5A |

| 2 5A |

| 5 5A |

| 12 4A |

| 7 5A |

| 11 5A |

| 12 5C |

| 8 5B |

| 7 5A |

| 4 5B |

| 2 5A |

| 8 4C |

| Vierde klasse | Vijfde klasse | Hoofdklasse NHVB | Zesde klasse | Eerste klasse NHVB | Zevende klasse | Tweede klasse NHVB | Derde klasse NHVB | Noodcompetitie |

In elke staaf van de grafiek staat van boven naar beneden vermeld: 
- Eindnotering

Dit is de positie die de club heeft bereikt in de competitie, zonder eventuele beslissings-, play-off- of nacompetitiewedstrijden die nodig zijn geweest om bijvoorbeeld de kampioen van de competitie te bepalen.
Indien een * achter het getal staat is de notering een tussenstand en kan het zijn dat de notering niet overeenkomt met de uiteindelijke eindstand van de competitie.
Staat er een - dan is het seizoen nog bezig en is er geen definitieve uitslag bekend.
Staat er xx op de positie van de notering, dan heeft de club vroegtijdig de competitie verlaten. Dit kan onder andere komen door terugtrekking van het team, faillissement van de club of door een uitgedeelde straf van de KNVB. In veel gevallen staat elders in het artikel de reden vermeld.
Staat er een ? dan is het resultaat uit het verleden onbekend, en is alleen de competitie of het niveau bekend van dat seizoen.
In de seizoenen 2019/20 en 2020/21 werd wegens de coronacrisis het amateurvoetbal afgebroken. Daardoor kennen deze staven geen eindklassering (middels -- weergegeven).
- Competitieniveau en afdelingsletter of Officiële eindstand Eredivisie
  - Competitieniveau en afdelingsletter

Hierbij geeft het getal het niveau weer, dat ook terug te vinden is in de legenda. De letter is de afdelingsaanduiding en wordt gebruikt wanneer er meer afdelingen zijn op hetzelfde niveau. De afdelingsletter is altijd een hoofdletter en wordt meestal zonder nummer gebruikt.
Voorbeeld: 2F is niveau 2e klasse competitie F.
Het competitieniveau en nummer wordt niet vermeld wanneer er slechts één competitie van dit niveau was.
  - Officiële eindstand Eredivisie (getal staat tussen haakjes vermeld)

Sinds de introductie van play-offwedstrijden voor Europees voetbal na afloop van de reguliere competitie in 2005/06, is de KNVB verplicht een eindstand van de Eredivisie door te geven aan de UEFA aan de hand van deze play-offwedstrijden.
Bij deze eindstand staan clubs die zich hebben gekwalificeerd voor Europees voetbal hoger dan clubs die zich niet wisten te kwalificeren. Indien er geen verschil was tussen de eindnotering en de officiële eindstand, staat dit getal niet vermeld.

- Onderafdeling

Hier staat afgekort de naam van de onderafdeling indien de club in dat jaar in een onderafdeling uitkwam. Tevens staat deze afkorting in de legenda en wordt gelinkt naar het artikel over deze onderafdeling. Deze afkorting wordt alleen vermeld wanneer de club in het verleden in verschillende onderafdelingen heeft gespeeld. Deze vermelding is in de staaf altijd in kleine letters. Deze onderafdelingen zijn na het seizoen 1995/96 afgeschaft. Heeft de club in slechts één onderafdeling gespeeld, dan is dit alleen terug te vinden in de legenda.
Onder de staaf staat het jaartal vermeld waarin het seizoen is afgesloten. 15 verwijst naar het seizoen 2014/15 of eventueel het seizoen 1914/15.
Wanneer een staaf leeg is, zijn deze gegevens niet bekend. Het kan ook zijn dat de club dat seizoen niet heeft meegespeeld op het hogere amateurniveau, vroegtijdig de competitie heeft verlaten of uit de competitie is gezet.

In het seizoen 1944/45 was er wegens de Tweede Wereldoorlog geen regulier competitievoetbal.

## Bekende oud-spelers
Bekende oud-spelers die voor BSV Bergen uitkwamen met tussen haakjes de profclub(s) waar zij daarvoor of daarna voor hebben gespeeld.
- Fred Jaski (AFC DWS, de Graafschap, HFC Haarlem)
- Gerrit Vooys (AZ, San Jose Earthquakes, DS'79, VVV)
- Jaap Zwaan (Telstar, SC Cambuur)
- Bob van Rijssel (AZ)
- Marc Castelijn (AZ, SC Cambuur[4])
- Gert-Jan Duif (AZ, FC Twente, FC Volendam)
- Roelf-Jan Tiktak (Veendam, Sparta Rotterdam, AZ)
- Glenn Helder (Sparta Rotterdam, Vitesse, Arsenal, Benfica, NAC Breda, Dalian Wanda, MTK Boedapest FC, RBC Roosendaal, TOP Oss)
- Richard Goulooze (AZ, Heerenveen, Derby County, SC Cambuur, New England Revolution, N.E.C.)

VV Bergen · Duinrand S · VV Egmondia · SV Sint Adelbert · VV Zeevogels

Voormalige: BSV Bergen · Berdos